# Pandemia de COVID-19 en Wallis y Futuna
Se confirmó que la pandemia de COVID-19 había llegado a Wallis y Futuna, colectividad de ultramar francesa el día 16 de octubre de 2020. Hasta el 16 de mayo de 2021 se han confirmado 445 casos, de los cuales 7 han fallecido y 436 se han recuperado.

## Fondo
En diciembre de 2019 se identificó un nuevo coronavirus que causó una enfermedad respiratoria en la ciudad de Wuhan, provincia de Hubei, China, y se informó a la Organización Mundial de la Salud (OMS) el 31 de diciembre de 2019, que confirmó su preocupación el 12 de enero de 2020. La OMS declaró el brote de una Emergencia de Salud Pública de Importancia Internacional el 30 de enero y una pandemia el 11 de marzo.
La tasa de letalidad de COVID-19  es mucho menor que la del SARS , una enfermedad relacionada que surgió en 2002, pero su transmisión ha sido significativamente mayor, lo que ha provocado un número total de muertes mucho mayor.

## Cronología
| Casos de COVID-19 en Wallis y futuna Muertes Recuperaciones Casos activos 20202021octnovdicenefebmarÚltimos 15 días | Casos de COVID-19 en Wallis y futuna Muertes Recuperaciones Casos activos 20202021octnovdicenefebmarÚltimos 15 días | Casos de COVID-19 en Wallis y futuna Muertes Recuperaciones Casos activos 20202021octnovdicenefebmarÚltimos 15 días | Casos de COVID-19 en Wallis y futuna Muertes Recuperaciones Casos activos 20202021octnovdicenefebmarÚltimos 15 días | Casos de COVID-19 en Wallis y futuna Muertes Recuperaciones Casos activos 20202021octnovdicenefebmarÚltimos 15 días |
| --- | --- | --- | --- | --- |
| Fecha | Fecha | | N.º de casos | N.º de casos |
| 16-10-2020 | 16-10-2020 | | 1(—) | |
| ⋮ | ⋮ | | 1(=) | |
| 15-10-2020 | 15-10-2020 | | 1(=) | |
| ⋮ | | | | |
| 26-10-2020 | 26-10-2020 | | 0(—) | |
| ⋮ | | | | |
| 12-11-2020 | 12-11-2020 | | 1(—) | |
| ⋮ | ⋮ | | 0(=) | |
| 25-11-2020 | 25-11-2020 | | 1(—) | |
| ⋮ | ⋮ | | 0(=) | |
| 15-12-2020 | 15-12-2020 | | 1(—) | |
| ⋮ | ⋮ | | 0(=) | |
| 08-02-2021 | 08-02-2021 | | 9(—) | |
| ⋮ | ⋮ | | 9(=) | |
| 07-03-2021 | 07-03-2021 | | 10(+11%) | |
| 08-03-2021 | 08-03-2021 | | 16(+60%) | |
| 09-03-2021 | 09-03-2021 | | 19(+19%) | |
| 10-03-2021 | 10-03-2021 | | 67(+253%) | |
| 11-03-2021 | 11-03-2021 | | 129(+93%) | |
| 12-03-2021 | 12-03-2021 | | 146(+13%) | |
| 13-03-2021 | 13-03-2021 | | 176(+21%) | |
| 14-03-2021 | 14-03-2021 | | 178(+1,1%) | |
| 15-03-2021 | 15-03-2021 | | 186(+4,5%) | |
| 16-03-2021 | 16-03-2021 | | 233(+25%) | |
| 17-03-2021 | 17-03-2021 | | 261(+12%) | |
| 18-03-2021 | 18-03-2021 | | 276(+5,7%) | |
| 19-03-2021 | 19-03-2021 | | 291(+5,4%) | |
| 20-03-2021 | 20-03-2021 | | 302(+3,8%) | |
| 21-03-2021 | 21-03-2021 | | 311(+3%) | |
| 22-03-2021 | 22-03-2021 | | 318(+2,3%) | |
| 23-03-2021 | 23-03-2021 | | 329(+3,5%) | |
| 24-03-2021 | 24-03-2021 | | 341(+3,6%) | |
| 25-03-2021 | 25-03-2021 | | 352(+3,2%) | |
| 26-03-2021 | 26-03-2021 | | 358(+1,7%) | |
| 27-03-2021 | 27-03-2021 | | 367(+2,5%) | |
| 28-03-2021 | 28-03-2021 | | 376(+2,5%) | |
| 29-03-2021 | 29-03-2021 | | 385(+2,4%) | |
| 30-03-2021 | 30-03-2021 | | 392(+1,8%) | |

### Marzo 2020
El 4 de marzo, Wallis y Futuna rechazaron un crucero por temor a infección; también se estaba considerando la posibilidad de denegar la entrada a otro buque a finales de mes. vuelos entrantes también se han reducido, excepto para aquellos que entregan suministros esenciales.

### Abril 2020
El 23 de abril, la isla comenzó a repatriar a sus 300 habitantes varados en Nueva Caledonia.

### Octubre 2020
El 16 de octubre, la colectividad había confirmado su primer caso del COVID-19.
El 23 de octubre, una nueva prueba en el primer caso fue negativa, haciendo que Wallis y Futuna quede libre del COVID-19 una vez más.

### Noviembre 2020
El 16 de noviembre, la colectividad había confirmado su segundo caso del COVID-19.
El 25 de noviembre, la colectividad había confirmado su tercer caso del COVID-19.

### Diciembre 2020
El 15 de diciembre, la colectividad había confirmado su cuarto caso del COVID-19.[cita requerida]

### Marzo 2021
El 6 de marzo, un paciente ingresado en un hospital local se confirma como el primer caso local de COVID-19 en la colectividad.
El 7 de marzo, 6 nuevos casos locales se detectaron y otros 11 el 8 de marzo con el primer caso confirmado en la isla de Futuna.
Para evitar una mayor propagación de la epidemia, el 9 de marzo se implementa un bloqueo de 14 días.
El 10 de marzo, se reportan 55 casos positivos con 3 en la isla de Futuna. El 14 de marzo, se confirman 176 casos positivos desde marzo de 2020 con 5 en la isla de Futuna.
El 19 de marzo comienza la campaña de vacunación con la vacuna Moderna.
El 20 de marzo, Wallis y Futuna reportan 302 nuevos casos desde el 6 de marzo. Además se confirmó la primera muerte por COVID-19 en la colectividad, se trataba de una mujer de 83 años de Futuna hospitalizada en Wallis.